# Mizuki Noguchi
Mizuki Noguchi, född den 3 juli 1978 i Kanagawa prefektur, är en japansk friidrottare som tävlar i maraton.
Noguchis genombrott kom när hon vid VM 2001 i Edmonton var i final på 10 000 meter och där slutade på en trettonde plats. Vid VM 2003 i Paris valde hon att springa maraton och slutade då tvåa bakom Catherine Ndereba. Hon deltog även vid Olympiska sommarspelen 2004 i Aten, där hon blev guldmedaljör med tiden 2:26.20.  Efter framgången i OS har hon även vunnit Berlin maraton 2005 och Tokyo maraton 2007.